# Бутырская (станция метро)
«Буты́рская» — станция Московского метрополитена на Люблинско-Дмитровской линии, расположена между станциями «Марьина Роща» и «Фонвизинская», на северо-востоке Бутырского района (СВАО) Москвы на Огородном проезде, вблизи железнодорожной платформы Останкино Ленинградского направления Октябрьской железной дороги. Открыта 16 сентября 2016 года. Пилонная станция с выходами на Огородном проезде, встроенными в подземные переходы: один на пересечении с улицей Руставели; второй возле проходной Останкинского завода бараночных изделий в сторону проезда Добролюбова.

## История
Название станции было утверждено 24 июня 2008 года постановлением Правительства Москвы на основании предложения городской межведомственной комиссии по наименованию территориальных единиц, улиц и станций метрополитена.
Станция была запроектирована как станция глубокого заложения. Для обеспечения строительства станции в 2012—2016 годах было ограничено движение по Огородному проезду и улице Милашенкова.
По состоянию на ноябрь 2011 года были огорожены площадки под наземное строительство, велись геолого-изыскательские работы, велось сооружение форшахты с заморозкой грунта, глубина её в то время уже достигла 20 метров. Со станции «Марьина Роща» к «Бутырской» велась проходка обоих перегонных тоннелей буровзрывным способом.
С середины декабря 2013 года начались работы по строительству наклонного хода станции, ведущего в её южный торец. В проходке наклона также использовалась заморозка грунтов. 30 апреля 2014 года мэр Москвы Сергей Собянин посетил объект, спустился на станцию, где ему доложили о завершении выемки грунтов в обоих станционных тоннелях к майским праздникам (полностью же основной объём проходческих работ по станции был завершён в апреле 2015 года), а также о значительном прогрессе раскопки центрального зала, к этому моменту завершённой на две трети.
Планируемый срок ввода в эксплуатацию переносился трижды — с сентября 2014 года на первый квартал 2015 года, потом — на четвёртый квартал 2015 года, далее — на 2016 год.
К марту 2016 года на станции метро «Бутырская» было завершено строительство перегонных тоннелей. В ночь на 12 сентября 2016 года через станцию прошёл пробный поезд. Станция была открыта 16 сентября 2016 года в составе участка «Марьина Роща» — «Петровско-Разумовская», после ввода в эксплуатацию которого в Московском метрополитене стало 203 станции. К пуску станции был полностью закончен только вестибюль № 2, таким образом, первое время станция работала с одним, северным наклонным ходом. Южный выход открылся 30 декабря 2016 года.

## Конструкция и оформление
Пилонная станция глубокого заложения, построена по типовому проекту, утверждённому для аналогичных станций северного радиуса Люблинско-Дмитровской линии («Фонвизинская», «Окружная», «Верхние Лихоборы»). В отличие от них, часть облицовки пилонов выполнена из коричневого мрамора. Также над каждым из пилонов установлены светильники карнизного типа.
Станционный комплекс включает в себя:
- Платформенную часть длиной 162,5 м (боковые залы) и 94,68 м (центральный зал). Радиус центрального зала — 4,4 м, высота центрального зала — 6,1 м, ширина платформы — 19,1 м, ширина пилонов — 3 м, ширина проёмов — 3 м. В каждом втором проёме, со стороны вестибюлей, размещаются установки дымоудаления. Путевая стена облицована алюминиевыми панелями, пилоны со стороны боковых залов облицованы мрамором Саянского месторождения оттенков красного цвета с тёмными прожилками и пятнами, а со стороны центрального зала — белым.
- Два подземных двухуровневых вестибюля длиной 54 и 57 м.

## Наземный общественный транспорт
На этой станции можно пересесть на следующие маршруты городского пассажирского транспорта:
- Автобусы: 512, 519, с532, 539, т29

В 580 метрах от выхода из метро расположена платформа «Останкино» Ленинградского направления ОЖД. Время пешеходной пересадки — 5—7 минут. Также станцией могут пользоваться работники и гости телецентра «Останкино», чей ближайший к станции АСК находится немногим далее.

## Галерея
| - Будущий центральный зал станции, август 2014 года - Временная постройка на месте северного вестибюля (тень из букв на времянке — с вывески над заводом «Карат») - Место выхода из южного вестибюля — около проходной Останкинского завода бараночных изделий - Платформа станции - Светильник |